# آي فوتو
آي فوتو (بالإنجليزية: iPhoto)‏ هو تطبيق برمجي متوقف عن العمل لمعالجة الصور الرقمية طورته شركة أبل. وكان متضمنًا مع كل كمبيوتر ماك من عام 2002 إلى عام 2015، عندما تم استبداله بتطبيق الصور من أبل. تم بيع أي فوتو في الأصل كجزء من مجموعة آي لايف لتطبيقات إدارة الوسائط الرقمية، وهو قادر على استيراد الصور الرقمية وتنظيمها وتحريرها وطباعتها ومشاركتها.

## التاريخ
تم الإعلان عن أي فوتو في ماكوورلد 2002 [الإنجليزية]، وخلاله أعلن ستيف جوبز (الرئيس التنفيذي لشركة أبل آنذاك) أيضًا أن ماك أو إس سيكون نظام التشغيل الافتراضي على أجهزة ماك الجديدة، وكشف عن طرازات آي ماك وآي بوك الجديدة.
في 7 مارس 2012، أعلن الرئيس التنفيذي لشركة أبل تيم كوك عن إصدار أصلي من أي فوتو لنظام التشغيل آي أو إس إلى جانب الجيل الثالث من آي باد.
في 27 يونيو 2014، أعلنت شركة أبل أنها ستتوقف عن تطوير أي فوتو وستعمل على الانتقال إلى تطبيق الصور الجديد. في 5 فبراير 2015، أدرجت أبل معاينة لتطبيق الصور مع إصدار تجريبي من أو إس إكس يوسيميتي.
في 8 أبريل 2015، أصدرت شركة أبل إصدار أو إس إكس يوسيميتي 10.10.3، والذي تضمن تطبيق الصور الجديد. تم إيقاف أي فوتو وبؤرة [الإنجليزية] وإزالتهما من آب ستور أجهزة الماك، ولكن لا يزال من الممكن تنزيلهما بواسطة المستخدمين الذين اشتروهم مسبقًا.
كان ماك أو إس موهافي 10.14 هو الإصدار الأخير من ماك أو إس الذي يدعم أي فوتو رسميًا. يمكن لتطبيق مجاني مفتوح المصدر يسمى (بالإنجليزية: Retroactive)‏ تعديل أي فوتو لتمكينه من الاستمرار في العمل على ماك أو إس كاتالينا وإصدارات ماك أو إس الأحدث.

## الميزات

### نسخة ماك أو إس
تم تصميم أي فوتو للسماح باستيراد الصور من الكاميرات الرقمية وأجهزة التخزين المحلية مثل محركات أقراص فلاش يو إس بي والأقراص المضغوطة وأقراص دي في دي والأقراص الصلبة إلى مكتبة أي فوتو الخاصة بالمستخدم. يتم التعرف على جميع الكاميرات الرقمية تقريبًا دون الحاجة إلى برامج إضافية. يدعم أي فوتو معظم تنسيقات ملفات الصور الشائعة، بما في ذلك العديد من تنسيقات الصور الخام. يدعم أي فوتو أيضًا مقاطع الفيديو من الكاميرات، ولكن التحرير يقتصر على قص المقاطع.[بحاجة لمصدر]
بعد استيراد الصور، يمكن تسميتها ووضع علامات عليها وفرزها وتنظيمها في مجموعات (تُعرف باسم «الأحداث»). ويمكن تحرير الصور الفردية باستخدام أدوات معالجة الصور الأساسية، مثل مرشح العين الحمراء، وتعديلات التباين والسطوع، وأدوات القص وتغيير الحجم، وغير ذلك من الوظائف الأساسية. ومع ذلك، لم يوفر أي فوتو وظائف التحرير الشاملة لبرامج مثل بؤرة [الإنجليزية] من أبل، وفوتوشوب، ألبوم من أدوبي، وبرنامج جنو لمعالجة الصور.
يقدم برنامج أي فوتو العديد من الخيارات لمشاركة الصور. يمكن تحويل ألبومات الصور إلى عروض شرائح ديناميكية، مع خيار إضافة الموسيقى المستوردة من آي تيونز. يمكن مشاركة الصور عبر آي مسج وبريد أبل فيسبوك وفليكر وتويتر. كما يمكن إنشاء ومشاركة تدفقات الصور على آي كلاود. كما يمكن لبرنامج أي فوتو مزامنة ألبومات الصور مع أي جهاز آي بود مزود بشاشة ملونة. وقد تحتوي أجهزة آي بود هذه أيضًا على مخرج صوت/فيديو للسماح بتشغيل الصور، جنبًا إلى جنب مع الموسيقى، على أي تلفاز حديث. بالإضافة إلى ذلك، يمكن طباعة الصور على طابعة محلية، أو في بعض الأسواق، إرسالها عبر الإنترنت إلى كوداك للطباعة الاحترافية. يمكن لمستخدمي أي فوتو طلب مجموعة من المنتجات، بما في ذلك المطبوعات القياسية والملصقات والبطاقات والتقويمات والمجلدات ذات الغلاف المقوى أو الغلاف الورقي المكونة من 100 صفحة، على الرغم من أن مثل هذه الخدمات متاحة فقط للمستخدمين في أسواق معينة.

### نسخة آي أو إس
في حدث إعلامي لشركة أبل في 7 مارس 2012، أعلن الرئيس التنفيذي لشركة أبل تيم كوك عن إصدار جديد من أي فوتو لنظام آي أو إس. تم طرح أي فوتو لنظام آي أو إس في ذلك اليوم على آب ستور مقابل 4.99 دولارًا أمريكيًا، إلى جانب آي موفي وجراح باند لنظام آي أو إس اللذين تم إصدارهما بالفعل. يدعم رسميًا آيفون 4 والإصدارات الأحدث، وآي بود تاتش (الجيل الرابع والخامس)، وآي باد 2 والإصدارات الأحدث وآي باد ميني (الجيل الأول والثاني)، لكن اكتشف المستخدمون أنه يمكن تثبيته يدويًا على الأجهزة الأقدم باستخدام أداة تكوين آيفون من أبل.
يقدم أي فوتو لنظام آي أو إس مجموعة من الميزات التي يمكن مقارنتها إلى حد كبير بتلك الموجودة في نظيره لنظام ماك. يمكنه تنظيم الصور التي تتم مزامنتها مع الجهاز أو التي يتم التقاطها باستخدام الكاميرا. تتضمن ميزات التحرير أدوات تصحيح الألوان وتأثيرات الصور، بالإضافة إلى أدوات القص والتقويم. يفتقر أي فوتو لنظام آي أو إس إلى الأدوات اللازمة لإنشاء الكتب والتقويمات والبطاقات وطلب المطبوعات. ومع ذلك، يمكنه إنشاء «مجلات الصور»: صور مجمعة رقمية يمكن تحميلها إلى آي كلاود ومشاركتها.
حصل تطبيق أي فوتو لنظام آي أو إس على إشادة كبيرة لأدواته الاحترافية وأدائه الجيد وتوافقه.
تم إيقاف تطبيق أي فوتو لنظام آي أو إس في عام 2014 وتم إزالته من أب ستور لصالح تطبيق الصور، الذي تم شحنه مع نظام التشغيل آي أو إس 8.

## وصلات خارجية
- أي فوتو product page at أبل.com
- Video of iPhoto introduction at Macworld San Francisco على يوتيوب
- Original iPhoto TV ad على يوتيوب